# Domécio de Bizâncio
Domécio foi o 23.º bispo de Bizâncio, de 272 a 284, sucedendo ao bispo Tito e tendo sido seguido pelo bispo Rufino I à frente da Igreja de Bizâncio.
Domécio parece ter sido irmão do imperador romano Probo (276-282), tendo fugido de Roma para Bizâncio durante uma perseguição movida aos cristãos. Foi ordenado presbítero pelo bispo de Bizâncio, Tito, e após a morte daquele, em 272, foi feito bispo da cidade. Após a sua morte, dois dos seus filhos, Probo e Metrófanes, viriam sucessivamente a ocupar a cadeira episcopal.
Acredita-se que ele tenha construído a quarta sede episcopal em Bizâncio, uma igreja dedicada à Santa Eufêmia. Outra fonte reputa este feito ao primeiro bispo a morar em Bizâncio, São Castino.